# Във вашия дом 6
Във вашия дом 6 (на английски: In Your House 6) е шестото pay-per-view събитие от поредицата Във вашия дом, продуцирано от Световната федерация по кеч (WWF). Събитието се провежда на 18 февруари 1996 г. в Луисвил, Кентъки.

## Обща информация
Основното събитие на шоуто е мач в стоманена клетка, в който Световният шампион в тежка категория на WWF Брет Харт защитава титлата срещу Дизел. С пускането на WWE Network през 2014 г., това шоу става достъпно при поискване, но не включва трите тъмни мача, проведени след основното шоу.

## Резултати
| №                                         | Резултати                                                                                                | Правила                                                                                                  | Време      |
| ----------------------------------------- | --- | --- | ---------- |
| 1                                         | Джейк Робъртс побеждава Татанка (с Тед Дибиаси)                                                          | Индивидуален мач                                                                                         | 05:36      |
| 2                                         | Рейзър Рамон поб. 1-2-3 Хлапето (с Тед Дибиаси)                                                          | Индивидуален мач                                                                                         | 12:01      |
| 3                                         | Хънтър Хърст Хелмсли (с Елизабет Хилдън) поб. Дюк Дрозе                                                  | Индивидуален мач                                                                                         | 09:40      |
| 4                                         | Йокозуна поб. Британския Булдог (с Джим Корнет) чрез дисквалификация                                     | Индивидуален мач                                                                                         | 05:05      |
| 5                                         | Шон Майкълс поб. Оуен Харт (с Джим Корнет)                                                               | Индивидуален мач за определяне #1 претендент за Световната титла в тежка категория на WWF на Кечмания 12 | 15:57      |
| 6                                         | Брет Харт (ш) поб. Дизел излизайки от клетката                                                           | Мач в Стоманена клетка за Световната титла в тежка категория на WWF                                      | 19:13      |
| 7                                         | Ахмед Джонсън поб. Айзък Янкем                                                                           | Индивидуален мач                                                                                         | Неизвестно |
| 8                                         | Годуин (Хенри O. Годуин и Финиъс И. Годуин) (с Хилбили Джим) поб. The Bodydonnas (Скип и Зип) (със Съни) | Отборен мач                                                                                              | Неизвестно |
| 9                                         | Гробаря (с Пол Беърър) поб. Златен прах (ш) (с Марлена) чрез отброяване                                  | Индивидуален мач за Интерконтиненталната титла на WWF                                                    | 13:40      |
| - (ш) – указва шампиона/шампионите в мача | | |            |